# Roger Vittoz
Roger Vittoz (Morges, 6 maggio 1863 – Losanna, 10 aprile 1925) è stato un medico e psichiatra svizzero. Precursore della medicina psicosomatica, mise a punto un metodo che da lui prende il nome, basato su semplici esercizi fisici e mentali, miranti a recuperare la percezione sensoriale, a riequilibrare le funzioni cerebrali e a sviluppare l'esperienza cosciente di vivere nel proprio corpo nel momento presente.

## Biografia
Si laurea in medicina a Ginevra nel 1886 e dopo due anni di praticantato nell'ospedale di Losanna, inizia la sua attività professionale nell'ospedale cantonale. In quegli anni, benché lavorasse come medico generico, era già rinomato come “medico dei nervi” e applicava con successo l'ipnosi, appresa sotto la guida del professor Auguste Forel (1848-1931). Nel 1905 si trasferisce di nuovo a Losanna, dove vicissitudini personali ed una lunga malattia, lo portarono a interessarsi sempre di più alle problematiche neuropsicologiche e studiare e ricercare quello che successivamente chiamerà «il controllo cerebrale» e che costituirà la base del suo metodo. L'ipnosi infatti non lo soddisfaceva pienamente, in quanto riteneva che rendesse il malato troppo dipendente dal terapeuta. Nel 1906 scopre le vibrazioni cerebrali, conosciute con il nome di “onda Vittoz”, che gli permettono la messa a punto di una metodica, riproducibile, per seguire lo stato psichico dei pazienti. Nel 1911 pubblica il libro “Trattamento delle psiconevrosi tramite la rieducazione del controllo cerebrale”, destinato non al pubblico bensì ai suoi pazienti. Vittoz continuerà a ricevere malati senza risparmiarsi, nonostante problemi di cuore, fino alla sua morte avvenuta nel 1925.

## Il metodo Vittoz
Secondo Vittoz, le principali attività del cervello sono due: recettività, ossia la facoltà di ricevere le sensazioni dall'ambiente e dal proprio corpo; ed emissività, ossia la facoltà di elaborare intellettualmente le informazioni ricevute e di rispondervi. L'armoniosa alternanza di queste due funzioni è il respiro del nostro essere. Nello stato di equilibrio, le sensazioni vengono ricevute senza pregiudizi, e l'elaborazione intellettuale viene nutrita da questa ricezione; a sua volta l'attenzione della mente cosciente sostiene la recettività. Quando si perde la fisiologica alternanza delle funzioni recettiva ed emissiva, la ricezione delle sensazioni si impoverisce in rigidi schemi organizzativi ed interpretativi, l'organizzazione mentale si paralizza in atteggiamenti e pensieri ripetitivi, senza la nutriente e vicendevole relazione tra le due attività. Questo squilibrio porta ad una sensazione di estremo affaticamento e debolezza, ad una difficoltà di concentrazione, ad uno stato di perenne ansia e agitazione e alla sensazione di non vivere pienamente la propria vita. Vittoz attribuiva l'origine della maggior parte dei disturbi nervosi a questo disequilibrio. Il suo primo ed unico libro, “Trattamento delle psiconevrosi tramite la rieducazione del controllo cerebrale”, espone i principi del suo metodo ma fu concepito anche come un aiuto pratico, alla portata di tutti, illustrando una serie di esercizi per ristabilire il “controllo cerebrale”: una facoltà inerente all'uomo normale, destinata a equilibrare il cervello conscio e il cervello inconscio. Il lavoro di Vittoz si è dimostrato una pratica preziosa anche per i “sani”, per coloro i quali sono alla ricerca di armonia e benessere.

### Recettività
Facoltà che abbiamo di ricevere le sensazioni dal mondo esterno, senza pregiudizi o interpretazioni intellettuali o emotive. È l'esercizio di base del metodo Vittoz. Si tratta di lasciar venire una sensazione senza pensare, giudicare o interpretare. In quel momento, il cervello cognitivo è a riposo. Non si tratta di non pensare più, si tratta di frenare per un attimo il pensiero per pensare, in seguito, in maniera più corretta. La recettività è un prezioso nutrimento: riportare alla piena coscienza, le sensazioni date dalla vista, dall'udito, dall'odorato, dal gusto, dal tatto o dalle percezioni interne, costituisce una ricchezza nuova che nutre e completa il nostro essere profondo.

### Emissività
Attitudine ad elaborare pensieri, ragionamenti ed eseguire azioni. Si distingue una emissività attiva, ossia consapevole e decisa da noi, il cui requisito essenziale è la concentrazione; una emissività passiva, in cui la mente senza controllo si perde in quello stato definito di “vagabondaggio cerebrale”.

### Concentrazione
Secondo Vittoz, «la concentrazione è la facoltà di fermare il proprio pensiero su di un dato punto, di seguire lo sviluppo di una idea senza lasciarsi distrarre, semplicemente di potersi astrarre in un qualsiasi lavoro». È una necessità comune, sia che venga auspicata dai genitori per i propri figli, da giovani adulti che vogliono divenire più competitivi, da persone anziane che vogliono lottare contro la perdita della memoria. L'esercizio della concentrazione senza tensione è essenziale per coloro che non riescono a concentrarsi se non con uno sforzo, irrigidendosi. La concentrazione è emissività attiva, sorregge la confidenza in sé, struttura la memoria, valorizza l’immaginazione. Consente di leggere un articolo, seguire un discorso, ascoltare una musica senza distrazioni, in uno stato di presenza cosciente.

### La volontà
Vittoz attribuiva una grande importanza al lavoro sulla volontà, che in questo contesto non ha nulla a che vedere con il volontarismo né con la rigidità. La volontà è una forza libera e vitale che non comporta tensioni, è la capacità di fare libere scelte legate strettamente alla sincerità del desiderio, non ad una compulsione o ad un decisionismo. La persona che si affida a questo tipo di “buona volontà”, scopre che nessun lavoro è gravoso. In questo modo ritrova, o rinforza, l'autostima.

## L'onda Vittoz

### Definizione
Vittoz era convinto che ogni stato mentale avesse una manifestazione organica. Fu seguendo le induzioni ipnotiche di Jean-Martin Charcot (1825-1893) alla clinica Salpêtrière di Parigi, che Vittoz identificò questa manifestazione fisica nella vibrazione cerebrale, percepita appoggiando la mano sulla fronte del paziente. Per Vittoz, questa vibrazione è la risonanza nel corpo del lavoro del cervello, si modifica a seconda del lavoro psichico effettuato e dello stato interiore di tensione nervosa del paziente. Questo onda permette al terapeuta di avvalersi di un metodo diagnostico sicuro per seguire lo stato mentale del proprio paziente e di guidarlo nel lavoro di rieducazione del controllo cerebrale.

### Apparecchi di registrazione
Fu l'amico e discepolo più prossimo, Pierre d’Espinay (1869-1959) e successivamente il suo collaboratore Alphonse Gay (1915-2000) a Lione, a continuare le ricerche di Vittoz nella messa a punto di un apparecchio che permettesse di registrare l'onda dei pazienti. Le ricerche furono coronate da successo e, nel 1948, fu messo a punto un apparecchio chiamato "micropletismografo" che, costruito a partire da sensori posti sul corpo del paziente, collegato ad un trasduttore, ha permesso di mettere in evidenza le variazioni dell’onda del paziente in funzione delle variazioni del suo stato di tensione nervosa.